# 皮诺斯
皮诺斯，是西班牙加泰罗尼亚莱里达省的一个市镇。 总面积105平方公里，总人口308人（2001年），人口密度3人/平方公里。